# Dulce amor (telenovela colombiana)
Dulce amor  —en inglés: The Sweetest Love— es una telenovela colombiana producida por Caracol Televisión en el año 2015. Protagonizada por Marianela González, Andrés Sandoval, Camila Zarate, Juan Manuel Mendoza, Abril Schreiber y Jose Julián Gaviria, con las participaciones antagónicas de Jimmy Vásquez y Valentina Lizcano, con la actuación estelar de la primera actriz Kristina Lilley.
Es una adaptación de la telenovela argentina Dulce Amor original de Enrique "Quique" Estevanez de la cadena Telefe, protagonizada por Sebastián Estevanez, Juan Darthés, Carina Zampini, Segundo Cernadas y Laura Novoa, producida en el año 2012.

## Sinopsis
Natalia Toledo, es la presidenta de una de las fábricas de dulces más importantes del país: "Dulces Toledo", por otra parte Martín Guerrero es un famoso corredor de pistas, que a causa de un accidente decide retirarse de las carreras, y buscar otra manera de trabajar, es ahí cuando debido a la imprudencia del conductor de Natalia, el auto en el que ella se movilizaba sufre un accidente, por ello el conductor es despedido y Martín es contratado para reemplazar al conductor de la señorita Toledo, Martín gracias a sus cualidades, se gana mucho más que la confianza de Natalia, quien a pesar de ser la novia del insolente gerente de Dulces Toledo: Rodrigo Amador, siente una gran atracción por Martín.[cita requerida]
Julian López, el mejor amigo de Martín pierde su trabajo como mecánico debido a que el taller en el que laboraba queda en la quiebra, no obstante por esto, Martín consigue que Julian trabaje como chófer de la hermana de Natalia: Verónica Toledo, una joven actriz que regresa de Hollywood, para robarse el corazón de Julian, quien a pesar de estar casado con una mujer malvada llamada Gabriela, lucha contra viento y marea por el corazón de Verónica.
Pasado un tiempo Rodrigo le pide matrimonio a Natalia, quien a regañadientes acepta casarse con él, el día en que se realizaría la boda, Juliana la hermana menor de Natalia, escucha una conversación entre su madre Elena y su tía Teresa, acerca de que Natalia no es hija de Octavio Toledo, el legítimo esposo de Elena y padre de Natalia, Verónica y Juliana. Juliana inmediatamente le cuenta a Natalia de lo sucedido, por ello Natalia cancela la boda y no se casa con Rodrigo y confronta a su madre, preguntándole quien es realmente su padre, a lo que Elena no responde, por lo cual Natalia inicia una investigación para saber quien realmente es su progenitor.
Tiempo después el destino se encarga de reunir de nuevo a Natalia y Martín, pero esta vez por una problemática en común, una inmobiliaria ilegal trata de comprar los terrenos del barrio donde se encuentra localizada la empresa y en el cual habita Martín. Para sorpresa de todos Rodrigo hace parte de la organización que busca destruir Dulces Toledo, por ello termina preso en la cárcel.
Han pasado ya tres meses desde la captura de Rodrigo, la empresa Toledo recupera las inversiones que había perdido durante la instancia de Rodrigo en la empresa, y en una reunión con los inversionistas y el personal de la fábrica, Martín le pide matrimonio a Natalia, quien dichosa acepta la propuesta.El día de la boda de Natalia, Elena le revela a Natalia que su padre es Jose "Don Pepe" Fernández, la persona que tomo las acciones de Rodrigo en la empresa y que es el amor de Elena, Natalia entre lágrimas agradece que su madre le haya revelado la verdad, Natalia es llevada al altar por Pepe su legítimo padre, Natalia y Martín se casan y se van de luna de miel.
Natalia ahora portadora de su verdadera identidad, Natalia Fernández Vargas de Guerrero, sigue al frente de Dulces Toledo, mientras Martín vuelve a las carreras y gana el campeonato nacional.
Durante la escena final Martín se encuentra recibiendo la copa en el podio, mientras le dice a Natalia que ella siempre ha sido la mujer de su corazón y la única que le ha permitido tener un Dulce Amor, haciendo referencia a que ella es la presidenta de una dulceria.

## Reparto
- Marianela González - Natalia Toledo Vargas/Natalia Fernández Vargas de Guerrero
- Andrés Sandoval - Martín Guerrero Durán
- Camila Zarate - Verónica Toledo Vargas
- Juan Manuel Mendoza - Julián López Méndez
- Abril Schreiber - Juliana Toledo Vargas
- Jose Julián Gaviria - Lucas Gutiérrez Gómez
- Kristina Lilley - Helena Vargas Vda. de Toledo/Fernandez
- Jimmy Vásquez - Rodrigo Amador
- Valentina Lizcano - Amanda Duval Ríos
- Ella Becerra - Gabriela
- Juan Esteban Aponte - «Betico» López
- Yaneth Waldman - Teresa Vargas
- Miguel González (actor colombiano) - Ciro Santamaría
- Freddy Ordóñez - "Terco"
- Marta Liliana Ruiz - Isabel Durán
- Mauro Donetti - Jose «Don Pepe» Fernández
- Natalia Reyes - Florencia «Flor» Guerrero
- Anderson Balsero - Alcides «Máquina»
- Astris Junquito - Rosa
- Lina Castrillón - Noelia Fernández
- Jean Philippe Conan - Freddy
- Juan Pablo Barragan -  Gonzalo
- Sandra Román - Teniente Carrera
- Astrid Hernández - Alejandra Gómez
- María Alejandra Restrepo - Constanza «Connie»

### Actuaciones Especiales
- Julio Pachón - Ernesto
- Paola Díaz - Alicia
- Emerson Rodríguez Gómez - Leonardo
- Alberto Barrero - Agustín
- Luis Enrique Roldan - Vicente Guerrero
- Valentina Gómez - Lucía
- Arnold Cantillo - Álvarez
- Alex Gil - Adrián
- Anderson Otalvaro - Diego
- Martín Karpan
- Caterin Escobar - Griselda
- Carlos Benjumea  - Julio Santamaria
- Juan Carlos Messier - Manager
- Paola Tovar - Lorena

## Premios  y nominaciones

### Premios Tvynovelas
| Año  | Categoría                              | Nominado                         | Resultado |
| ---- | -------------------------------------- | -------------------------------- | --------- |
| 2016 | Mejor telenovela                       | Mejor telenovela                 | Nominada  |
| 2016 | Mejor actriz protagónica de telenovela | Marianela González               | Nominada  |
| 2016 | Mejor actriz protagónica de telenovela | Camila Zarate                    | Nominada  |
| 2016 | Mejor actriz protagónica de telenovela | Abril Schreiber                  | Nominada  |
| 2016 | Mejor actor protagónico de telenovela  | Andrés Sandoval                  | Nominado  |
| 2016 | Mejor actor protagónico de telenovela  | Juan Manuel Mendoza              | Nominado  |
| 2016 | Mejor actor protagónico de telenovela  | Jose Julián Gaviria              | Nominado  |
| 2016 | Mejor actriz antagónica de telenovela  | Kristina Lilley                  | Nominada  |
| 2016 | Mejor actriz antagónica de telenovela  | Valentina Lizcano                | Nominada  |
| 2016 | Mejor actor antagónico de telenovela   | Jimmy Vásquez                    | Ganador   |
| 2016 | Mejor actriz de reparto de telenovela  | Yaneth Waldman                   | Nominada  |
| 2016 | Mejor actriz de reparto de telenovela  | Natalia Reyes                    | Nominada  |
| 2016 | Mejor actor de reparto de telenovela   | Freddy Ordóñez                   | Nominado  |
| 2016 | Mejor actor de reparto de telenovela   | Miguel González                  | Nominado  |
| 2016 | Mejor libretista                       | Karen Rodríguez                  | Nominada  |
| 2016 | Mejor director de telenovela o serie   | Santiago Vargas y Juan C Vásquez | Nominados |
| 2016 | Mejor tema musical                     | Yo nunca pensé                   | Nominado  |